# 天主教伊基托斯宗座代牧區
天主教伊基托斯宗座代牧區（拉丁語：Vicariatus Apostolicus Iquitosensis）是秘魯一個羅馬天主教宗座代牧區，直屬教廷。
亞馬遜的聖萊昂宗座監牧區成立於1900年2月5日，1921年2月22日升為代牧區。1945年8月1日易名至今。
代牧區位於洛雷托大區，教座位於大區首府伊基托斯。2010年有教友913,500人（佔轄區總人口85.0%）、廿三個堂區、廿七名司鐸。現任宗座代牧為彌額爾·奧勞爾圖亞·拉斯普拉。